# Hjørring-Hørby Jernbane
Hjørring-Hørby Jernbane (HH) – eller Hørbybanen – var en dansk privatbane i Nordjylland 1913-53.

## Historie
En bane fra Hjørring til enten Hørby eller Dybvad var indeholdt i den store jernbanelov af 27. maj 1908, og 10. juni 1911 blev der givet eneretsbevilling på en bane til Hørby.
Fra starten havde HH fællesdrift (kontor, direktør og værksteder med personale) med Hjørring-Løkken-Aabybro Jernbane, der var åbnet 4 måneder før. De ønskede ikke optagelse på Hjørring Station (DSB), men havde deres egen banegård, Hjørring Vestbanegård. Vodskov-Østervrå Jernbane blev åbnet i 1924 og kom også med i driftsfællesskabet. Det samme gjorde Hirtshalsbanen, der blev åbnet i 1925 og fik endestation på Hjørring Vestbanegård ligesom de to ældste baner.
De 4 selskaber delte fællesomkostningerne efter deres størrelse, men 1. april 1939 fusionerede de til ét selskab, Hjørring Privatbaner (HP). Herefter gik man i gang med en stor sporomlægning i Hjørring, så de 3 privatbaner blev flyttet fra Vestbanegården til DSB-stationen 3. oktober 1942.

## Strækningsdata
- Åbnet: 7. november 1913
- Længde: 35,0 km
- Enkeltsporet
- Sporvidde: 1.435 mm
- Skinnevægt: 22,45 kg/m
- Maks. stigning: 10 ‰
- Maks. hastighed: 45 km/t, senere 70 km/t
- Nedlagt: 15. marts 1953

## Standsningssteder
- Hjørring Vestbanegård i km 0,0 – forbindelse med Løkkenbanen og Hirtshalsbanen. Fra 1942 Hjørring Station, også forbindelse med Vendsysselbanen.
- Fuglsig trinbræt ved gården Fuglsig fra 1930, nedlagt midt i 1940'erne.
- Ilbro station i km 6,7 med 91 m læssespor. Ringe persontrafik, men transporter af sten, tegl og tørv.
- Lørslev station i km 8,9 med 95 m læssespor.
- Bøjholm holdeplads i km 11,6 med ekspedition i et baneformandshus. Nedsat til trinbræt i 1920.
- Tårs station i km 14,0 med 205 m krydsningsspor og 93 m læssespor. Var i starten den bedste mellemstation og havde stationsforstander.
- Bjørnstrup trinbræt fra 1921.
- Tranget station i km 17,8 med 92 m læssespor. En af de mindste stationer, betjent af en ekspeditrice.
- Sæsing station i km 20,8 med 107 m læssespor.
- Dalvang trinbræt i km 22,5 fra 1933.
- Østervrå station i km 24,8 med 173 m krydsningsspor og 93 m læssespor – forbindelse med Vodskov-Østervrå Jernbane fra 1924, hvor stationen blev udvidet med flere spor og 3-sporet remise. Herefter blev Østervrå banens bedste mellemstation.
- Lindholm trinbræt i km 26,7 ved gården Lindholm fra 1928.
- Thorshøj station i km 29,6 med 92 m læssespor.
- Tamstrup trinbræt i km 32,1.
- Hørby Station i km 35,0 med drejeskive og tosporet remise – forbindelse med Sæbybanen, som varetog ekspeditionen. Stationen blev udvidet med et omløbsspor, et opstillingsspor og en tosporet remise med vandforsyning og overnatningslokaler.

### Bevarede stationsbygninger
Stationsbygningerne var tegnet af Sylvius Knutzen. De er alle bevaret undtagen Hjørring Vestbanegård.
- Ilbro: Stationsvej 7
- Lørslev: Smutvejen 10
- Bøjholm: Agdrupvej 239
- Tårs: Stationspladsen 12
- Tranget: Nythåbsvej 9
- Sæsing: Sæsingvej 25
- Østervrå: Liljevej 10
- Thorshøj: Stadionvej 11

Hørby, se Sæbybanen

## Driften
½ km syd for Tårs Station udgik et sidespor på 1 km til Boller, hvor banens oprindelige grusgrav lå. Her blev hentet ballast og grusmaterialer indtil 1917, hvor graven var tømt. Grusgraven og 300 m banedæmning over Boller Møllebæk kan ses på kortene.
De første år gav banen et mindre overskud, men fra 1919 gav den underskud med undtagelse af enkelte år under 2. verdenskrig. Den forlængede banens levetid, for i 1939 havde en kommission foreslået, at staten ikke længere skulle være med til at dække banens underskud.
Vodskov-Østervrå Jernbane blev nedlagt 1. april 1950. På HP's generalforsamling 5. januar 1953 blev det besluttet, at HH også skulle nedlægges, hvilket skete samme år.

### Strækninger hvor banetracéet er bevaret
4 km af banens tracé er bevaret.
- Nord for Skyttegården i Hjørring
- Dæmning over Åstrup Møllebæk i Hjørring
- Bagterp Plantage bag spejderhuset
- Hørbybanens bro over Aalborgbanen
- Mellem Søparken og Lindely i Tårs
- Risdalvej i Tårs
- Mellem Tranget og Sæsing
- Dæmning vest for Sæsing